# Storlien (Åre)
Storlien ist ein kleiner Ort (Småort) in der schwedischen Provinz Jämtlands län und der historischen Provinz (landskap) Jämtland.
Der Skiort in der Gemeinde Åre hat 97 Einwohner und liegt etwa zwei Kilometer von der norwegischen Grenze entfernt. Seine Existenz gründet sich hauptsächlich auf den Wintertourismus, da er gute Voraussetzungen für Alpinski, Schneemobiltouren und Skilanglauf bietet. Den Transport auf die umliegenden Berggipfel übernehmen neun Lifte. Im Sommer starten hier Bergwander- und Jagdtouren. In den letzten Jahrzehnten nahm der Einzelhandel des Ortes stark zu, da viele Norweger über die Grenze kommen, um hier preiswerter einzukaufen.

## Verkehr
Storlien liegt an der Europastraße 14 und an der Eisenbahnstrecke Östersund–Trondheim und hat einen Bahnhof im Ortszentrum, dem mit 592 Metern höchstgelegenen Schwedens. Hauptsächlich in der Wintersaison gibt es mehrere Nachtzugverbindungen nach Stockholm, Göteborg und Malmö.
Der nächste Flughafen ist Trondheim Værnes, etwa 70 Kilometer westlich. In Schweden findet sich der nächste Landeplatz 150 Kilometer östlich in Östersund.

## Persönlichkeiten
- Nils Åke Nilsson (1927–1991), Skirennläufer